# 国儲
国儲（こくちょ）とは、律令制における官物の1つ。当初は公用稲（こうよういね）と呼ばれる制度であった。

## 概要
「国内儲物」「国儲物」などと記されていたものが略されて「国儲」と記されるようになった。朝集使の在京・帰国時の食料、諸国から中央に派遣される臨時の使者や人夫、交易雑物や贄など租庸調以外の貢物を運ぶ人々の食料など、臨時の経費に充てるための財源とする。
神亀元年（724年）3月、正税の一部（大国4万束、上国3万束、中国2万束、下国1万束）を割いて「公用稲」と呼ばれる官稲が設定し、その出挙による利益をもって、臨時の食料などの経費に充てようとしたものであった。その後、天平6年（724年）の官稲混合によって、官稲が整理されて正税に統合されると、公用稲に代わって正税の出挙の利益の一部が国儲に充てられるようになった。正倉院文書として残された正税帳の一部に国儲に関する記載が見られる。天平17年（745年）の公廨稲設置後には正税から国儲を出すことを停止されることになった（「国儲」の語の初出）。ただし、この時期の『続日本紀』の解釈については諸説があり、公廨稲の出挙の利息から国儲が出されたと確実に判断できるのは天平宝字元年（757年）に公廨稲の配分について定めた時に「官物欠損」とともに「国儲」が挙げられている。その後、公廨稲が一時停止された時に正税に戻された以外は公廨稲の利息から出されることとなったが、延暦22年（803年）になって公廨稲全体の1割（大国1.2万束、上国9千束、中国6千束、下国3千束、ただし志摩国・壱岐国・対馬国・多褹国は除外）を国儲のための定額とした。この時に「神亀元年の例」が持ち出されており、実質的には公用稲の復活としての要素もあった。なお、この際に朝集使以外の四度使の在京・帰国時の食料も国儲から出されることとなった。また、国儲とは別に対馬国に関しては神護景雲元年（767年）に右大臣吉備真備が献上した同国の墾田などを元手とした島儲という仕組があり、国儲に準じて運用されていた。その後、律令制の衰退とともに国儲の確保も困難となり、一時的に公廨稲における国儲の割合を増やす措置なども採られたが、正税・公廨稲制度がともに崩壊した10世紀にはほとんど行われなくなったという。